# Team Deutsche Telekom/1991
Deze pagina geeft een overzicht van de wielerploeg Team Deutsche Telekom in 1991.

## Algemeen
Sponsors: Deutsche Telekom (telefonieaanbieder)
Ploegleiders: Hennie Kuiper, Herman Snoeijink
Fietsen: Eddy Merckx

## Renners
| Naam                | Geboortedatum | Nationaliteit | Ploeg 1990               |
| ------------------- | ------------- | ------------- | ------------------------ |
| Marcel Arntz        | 18-11-1965    | Nederland     | Team Stuttgart           |
| Hartmut Bölts       | 14-06-1961    | Duitsland     | Team Stuttgart           |
| Udo Bölts           | 10-08-1966    | Duitsland     | Team Stuttgart           |
| Gerd Dörich         | 14-02-1968    | Duitsland     | Team Stuttgart           |
| Guido Eickelbeck    | 09-12-1965    | Duitsland     | Team Stuttgart           |
| Urs Freuler         | 06-11-1958    | Zwitserland   | Panasonic-Sportlife      |
| Peter Gänsler       | 05-93-1969    | Duitsland     | Buckler                  |
| Bernd Gröne         | 19-02-1963    | Duitsland     | Team Stuttgart           |
| Markus Hess         | 04-07-1963    | Duitsland     | Varta-Elk-Nö             |
| Jozef Holzmann      | 24-02-1964    | Duitsland     | Team Stuttgart           |
| Michael Hübner      | 08-04-1959    | Duitsland     | Sigma                    |
| Darius Kaiser       | 15-10-1961    | Duitsland     | Team Stuttgart           |
| Rudie Kemna         | 15-10-1967    | Nederland     | Stagiair                 |
| Jans Koerts         | 24-08-1969    | Nederland     | Stagiair                 |
| Robert Matwew       | 17-05-1967    | Duitsland     | Team Stuttgart           |
| Erwin Nijboer       | 02-06-1964    | Nederland     | Team Stuttgart           |
| Markus Schleicher   | 06-08-1967    | Duitsland     | Team Stuttgart           |
| Gerard Veldscholten | 19-08-1959    | Nederland     | Helvetia-La Suisse       |
| Ad Wijnands         | 10-03-1959    | Nederland     | Team Stuttgart           |
| Carsten Wolf        | 26-08-1964    | Duitsland     | Die Continentale-Olympia |
| Dean Woods          | 22-06-1966    | Australië     | Team Stuttgart           |
| Werner Wüller       | 16-09-1961    | Duitsland     | Team Stuttgart           |

## Belangrijke overwinningen
| Zwitsers kampioenschap puntenkoers Winnaar: Urs Freuler Wereldkampioenschap keirin Winnaar: Michael Hübner GP Buchholz Winnaar: Rudie Kemna OZ Wielerweekend 1e etappe: Jans Koerts Ronde van Noord-Holland Winnaar: Jans Koerts Ster van Zwolle Winnaar: Jans Koerts Profronde van Almelo Winnaar: Gerard Veldscholten Ronde van Nederland 3e etappe: Gerard Veldscholten Ster van Bessèges Eindklassement: Ad Wijnands Ronde van Zweden 1e etappe, deel A: Dean Woods 7e etappe: Carsten Wolf |

1989 · 1990 · 1991 · 1992 · 1993 · 1994 · 1995 · 1996 · 1997 · 1998 · 1999 · 2000 · 2001 · 2002 · 2003 · 2004 · 2005 · 2006 · 2007 · 2008 · 2009 · 2010 · 2011